# 'Ndrina Trapasso
I Trapasso sono una 'ndrina della 'ndrangheta calabrese originaria di Cutro e Steccato di Cutro, alleata dei Mannolo e dei Grande Aracri di Cutro.
Sarebbero collegati con la cosca Tropea-Talarico di Cropani Marina. Hanno delle ramificazioni in Emilia-Romagna, in particolare nel comune di Parma.

## Storia

### Anni 2000
Il 4 marzo 2003 viene ucciso Gaetano Trapasso, boss di Cropani.

### Anni 2010
Il 29 novembre 2016 si conclude l'operazione Borderland che arresta 48 persone  coinvolte nella cosca Trapasso di Cropani (CZ) e Tropea di Catanzaro ad essa sodale. Le cosche attraverso 2 uomini avevano interessi anche in Emilia-Romagna, soprattutto a Parma (ma anche Bologna e Reggio Emilia). Nel comune d'origine alle ultime elezioni del 2014 avrebbero sostenuto l'attuale vicesindaco (accusa poi non confermata a dalla sentenza di piena e definitiva assoluzione) ed erano coinvolti nelle attività di diversi villaggi turistici.
Il 22 gennaio 2017 si costituiscono  Giuseppe e Tommaso Trapasso nipote e  figlio del presunto boss Giovanni Trapasso, dell'omonima cosca di San Leonardo di Cutro e sfuggiti all'operazione Borderland di fine 2016.
Il 12 luglio 2018 si conclude l'operazione Via col vento che porta all'arresto di 13 persone sodali delle 'ndrine Paviglianiti, Mancuso, Anello e Trapasso che volevano infiltrarsi negli appalti di costruzione dei parchi eolici delle province di Reggio Calabria, Crotone, Vibo Valentia e Catanzaro e accusate a vario titolo di associazione mafiosa, estorsione e illecita concorrenza. Tra gli arrestati anche il sindaco di Cortale (CZ).
Il 29 maggio 2019 si conclude l'operazione Malapianta della Guardia di Finanza di Crotone che porta all'arresto di 35 persone nella provincia di Crotone accusate a vario titolo di associazione mafiosa, traffico e spaccio di stupefacenti attivo in 5 regioni e all'estero, usura e estorsione per gli operatori turistici crotonesi. I membri farebbero parte della Locale di San Leonardo di Cutro con a capo i Trapasso e i Mannolo, legati ai Grande Aracri ma che coinvolgeva anche membri crotonesi e catanzaresi.
Il 12 dicembre 2019 si conclude l'operazione Infectio che porta a 27 provvedimenti contro affiliati dei Trapasso, Mannolo e Zoffreo accusati a vario titolo di traffico di droga insieme ad esponenti della criminalità albanese, estorsioni, truffe a istituti di credito, infiltrazioni nel settore edile e nella politica locale umbra.

### Anni 2020
Il 10 novembre 2020 viene arrestato il boss Giovanni Trapasso con l'operazione denominata Borderland.
29 marzo 2021: Operazione Big Bang contro le cosche Mannolo, Scerbo, Zoffreo e Falcone.

## Organizzazione
- Giovanni Trapasso (Cutro, 16 luglio 1948), detto zio Giovanni.
- Vincenzo Trapasso (4 gennaio 1951), detto Cecè.
- Leonardo Trapasso, detto Nanà.
- Tommaso Trapasso